# Hakennasen-Lanzenottern
Die Hakennasen-Lanzenottern oder Stülpnasen-Lanzenottern (Porthidium) sind eine Schlangengattung aus der Unterfamilie der Grubenottern. Die Gattung kommt mit neun Arten in Mittelamerika und im nördlichen Südamerika vor. Alle Arten sind Waldbewohner, die meisten bewohnen Gebiete mit einer ausgeprägten Trockenzeit, einige Arten jedoch den tropischen Regenwald. Hakennasen-Lanzenottern sind giftig, die Giftwirkung bei Menschen wird für die meisten Arten jedoch als schwach bezeichnet. Für eine Art (P. nasutum) gibt es widersprüchliche Angaben und auch Berichte über Todesfälle. Der deutsche Name bezieht sich auf die verlängerte Schnauzenspitze der meisten Arten.

## Merkmale

### Körperbau
Hakennasen-Lanzenottern sind kleine bis mittelgroße, relativ schlanke bis relativ kräftige Schlangen. Der Kopf ist groß, breit und deutlich vom Hals abgesetzt. Die Schnauze ist zugespitzt und der Canthus ist scharf ausgebildet. Die Schnauzenspitze ist je nach Art kaum, mittelstark oder stark verlängert. Der Schwanz ist nicht zum Greifen geeignet. Die Arten haben Gesamtlängen von 55 bis über 75 cm.

### Beschuppung
Das Rostrale ist meist höher als breit. Die Kopfoberseite ist mit kleinen, meist gekielten Schuppen bedeckt. Es gibt 2–8 Intersupraoculare. Die Anzahl der Supralabialia beträgt 8 bis 11, die Zahl der Infralabialia 8 bis 14. Die Anzahl der Bauchschuppen (Ventralschilde) variiert zwischen 123 und 174, die Zahl der meist ungeteilten Subcaudalia zwischen 23 und 44 und die Anzahl der dorsalen Schuppenreihen in der Körpermitte zwischen 21 und 27.

### Färbung
Die Grundfarbe der Oberseite ist meist braun oder grau, kann aber auch rötlich braun oder gelblich braun sein. Auf dem Rücken zeigen die Tiere auf diesem Grund zwei Reihen alternierender oder einander gegenüberstehender, großer, mehr oder weniger eckiger, dunkler Flecken, die durch einen schmalen, hellen Streifen in der Rückenmitte getrennt sind. An den Flanken befinden sich darunter eine oder mehrere Reihen kleinerer und diffuser Flecken. Die Kopfseiten sind meist ungezeichnet, einige Arten zeigen aber einen dunklen Postokularstreifen, der sich vom hinteren Augenrand bis hinter den Schnauzenwinkel zieht.

## Verbreitung und Lebensraum
Hakennasen-Lanzenottern sind in Mittelamerika und im nördlichen Südamerika verbreitet. Das Verbreitungsgebiet reicht vom Südosten Mexikos nach Süden bis in den mittleren Westen von Ecuador. Die Areale von sechs der neun Arten sind jeweils sehr klein. Hakennasen-Lanzenottern sind Waldbewohner, die meisten bewohnen Gebiete mit einer ausgeprägten Trockenzeit, einige Arten jedoch den tropischen Regenwald. Die meisten Arten kommen überwiegend in Höhen unter 1000 m vor.

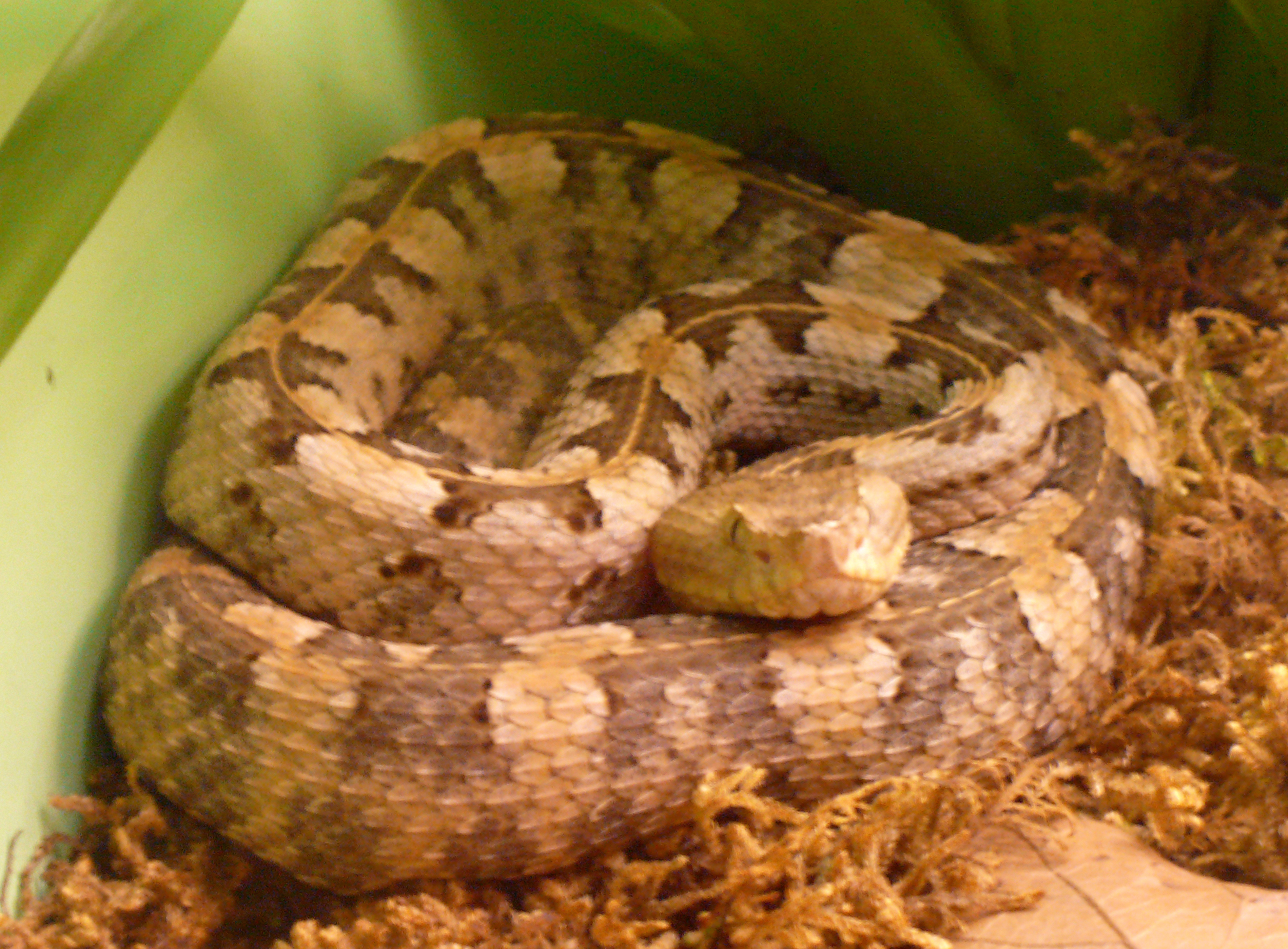
Porthidium dunni

## Systematik
Die Anzahl der Arten und Unterarten wird seit langer Zeit kontrovers diskutiert, Campbell & Lamar erkennen nur 9 Arten an:
- Porthidium arcosae Schätti & Kramer, 1993
- Porthidium dunni (Hartweg & Oliver, 1938)
- Porthidium hespere (Campbell, 1976)
- Porthidium lansbergii (Schlegel, 1841)
- Stülpnasen-Lanzenotter (Porthidium nasutum (Bocourt, 1868))
- Westliche Stülpnasenotter (Porthidium ophryomegas (Bocourt, 1868))
- Weißschwanz-Stülpnasenotter (Porthidium porrasi Lamar, 2003)
- Costaricanische Stülpnasenlanzenotter (Porthidium volcanicum Solórzano, 1995)
- Porthidium yucatanicum (Smith, 1941)

Eine molekulargenetische Untersuchung unter Einbeziehung von 7 der 9 Arten hat die Monophylie der Gattung Porthidium in diesem Umfang vorerst bestätigt, dabei hat sich allerdings die Art P. nasutum als paraphyletisch herausgestellt.

## Lebensweise, Ernährung und Fortpflanzung
Fast alle Arten der Gattung sind überwiegend nacht-, seltener tagaktiv und ausschließlich bodenlebend. Das Nahrungsspektrum umfasst kleine Wirbeltiere und Wirbellosen. Hauptnahrung sind offenbar Eidechsen, weniger häufig werden Amphibien und kleine Säugetiere und selten Vögel erbeutet. Kleinsäuger werden vor allem von großen Individuen gefressen. Alle Arten sind lebendgebärend, Jungtiere werden meist in der Regenzeit geboren. Zwischen 3 und 36 Junge pro Wurf sind nachgewiesen.

## Gift
Hakennasen-Lanzenottern sind wie alle Grubenottern giftig, die Giftwirkung bei Menschen wird für die meisten Arten als schwach bezeichnet. Für eine Art (P. nasutum) gibt es widersprüchliche Angaben, einige Autoren bezeichnen die Auswirkungen eines Bisses als gering, andere Autoren schildern nach einem Biss starke Schmerzen und Nekrosen bis hin zu Todesfällen.